# Generville
Generville é uma comuna francesa na região administrativa de Occitânia, no departamento de Aude. Estende-se por uma área de 10,21 km². Em 2010 a comuna tinha 60 habitantes (densidade: 5,9 hab./km²).